# Bette Porter
Bette Porter é uma personagem do seriado The L Word e de sua sequência The L Word: Generation Q, da rede de televisão Showtime, interpretada por Jennifer Beals.

## Biografia da personagem

### The L Word

#### primeira temporada
Embora o relacionamento de Bette e Tina aparenta ser muito forte para seus amigos, é revelado que eles estão tendo problemas e visitando um terapeuta, principalmente devido à carreira de Bette no California Arts Center (C.A.C - Centro de Artes da California, em português), sua atitude dominadora e sua tendência a se tornar verbalmente abusiva quando as coisas não acontecem da forma que ela quer. Por insistência de Bette, Tina desiste de sua própria carreira para ter um filho, deixando Bette como a única provedora. As coisas se complicam devido ao pai homofóbico de Bette, Melvin, que se recusa completamente a reconhecer o bebê de Tina como seu neto, e o relacionamento difícil, mas melhorando, de Bette com sua meia-irmã mais velha, Kit, um alcoólatra em recuperação que muitas vezes a decepcionou.
Tina, no entanto, sofre um aborto espontâneo, que afeta Bette. Quando Tina decide se envolver em uma organização de caridade, Bette descobre que suas carreiras as impedem de passar algum tempo juntas. Ao mesmo tempo, Bette se sente atraída por Candace Jewell, uma carpinteira que trabalha temporariamente no C.A.C, que apesar de saber do relacionamento de Bette com Tina, busca um Affair com a diretora. Bette posteriormente começa um caso com Candace para satisfazer seus desejos sexuais. Quando Tina descobre o caso, ela fica furiosa e, na luta física que se segue, Bette se impõe sexualmente a Tina, que acaba cedendo. Tina ainda deixa Bette e sai de casa.